# 유포루스바구미속
유포루스바구미속(Eupholus, 에우포루스속)은 바구미과의 하위분류이다. 뉴기니섬과 그 주변의 섬에 서식하며, 대체로 현란한 경계색을 띈다.
1835년 장 바티스트 부아뒤발이 학계에 처음 보고하였다.